# Suzette Charles
Suzette Charles, nata Suzette DeGaetano (Mays Landing, 2 marzo 1963), è una modella statunitense, di origini italiane, eletta Miss America 1984. Inizialmente si era classificata al secondo posto durante il concorso, ma dopo che la vincitrice Vanessa L. Williams fu squalificata, la corona passò a lei.

## Biografia
Suzette Charles, che prima del concorso di bellezza aveva già lavorato come modella per la pubblicità, dopo la vittoria del titolo di Miss America ha intrapreso la carriera di presentatrice televisiva, attrice e cantante. Ha infatti partecipato alla serie televisiva della CBS Frank's Place, nel film Beyond the Dream ed è apparsa sul palcoscenico al fianco di Stevie Wonder, Alan King, Joel Grey e Lou Rawls. Ad agosto 1993 ha pubblicato il singolo Free To Love Again, prodotto da Mike Stock e Pete Waterman.